# Erich Karweik
Erich A. Karweik (* 6. Juni 1893 in Charlottenburg; † 16. Oktober 1967 in Berlin) war ein deutscher Architekt.

## Leben und Wirken
Erich Karweik wurde 1893 in Charlottenburg geboren. Er erlernte das Zimmer- und Maurerhandwerk und legte die Gesellenprüfung ab. Von 1912 bis März 1914 studierte er fünf Semester an der Baugewerkschule Berlin-Neukölln und hospitierte daneben einige Semester an der Technischen Universität Berlin-Charlottenburg. Im Dezember 1914 wurde er zum Kriegsdienst eingezogen, den er überwiegend in der Türkei, dem damaligen Osmanischen Reich, das ein Verbündeter des Deutschen Kaiserreichs war, leistete. Von Juli 1916 bis Dezember 1918 war als Bauleiter einer Bahnstrecke nach Bagdad in Nisibin (Nusaybin an der türkisch-syrischen Grenze) eingesetzt.
Nachdem er im März 1919 heimgekehrt war, fand er eine Anstellung als Bauführer bei den Architekten Bielenberg & Moser in Berlin. Von 1919 bis 1921 war er Mitinhaber einer Berliner Baufirma und von 1921 bis 1922 Mitarbeiter bei Heinrich Straumer, ebenfalls in Berlin. Er wechselte im Juni 1922 ins Architekturbüro von Erich Mendelsohn, wo er ab 1923 als Chefarchitekt mit höheren Aufgaben betraut wurde. Dienstliche und private Auslandsreisen führten ihn ins nahe und ferne Ausland. Anfang 1933 erfolgte die durch die Nationalsozialisten erzwungene Auflösung des Büros. Karweik, der der neuen herrschenden Ideologie nicht abgeneigt war, durfte seinen Beruf weiter ausüben. Er passte sich sogar soweit an, dass er sich gemäß den Nürnberger Gesetzen von seiner jüdischen Frau und seiner im Grundschulalter befindlichen Tochter trennte.

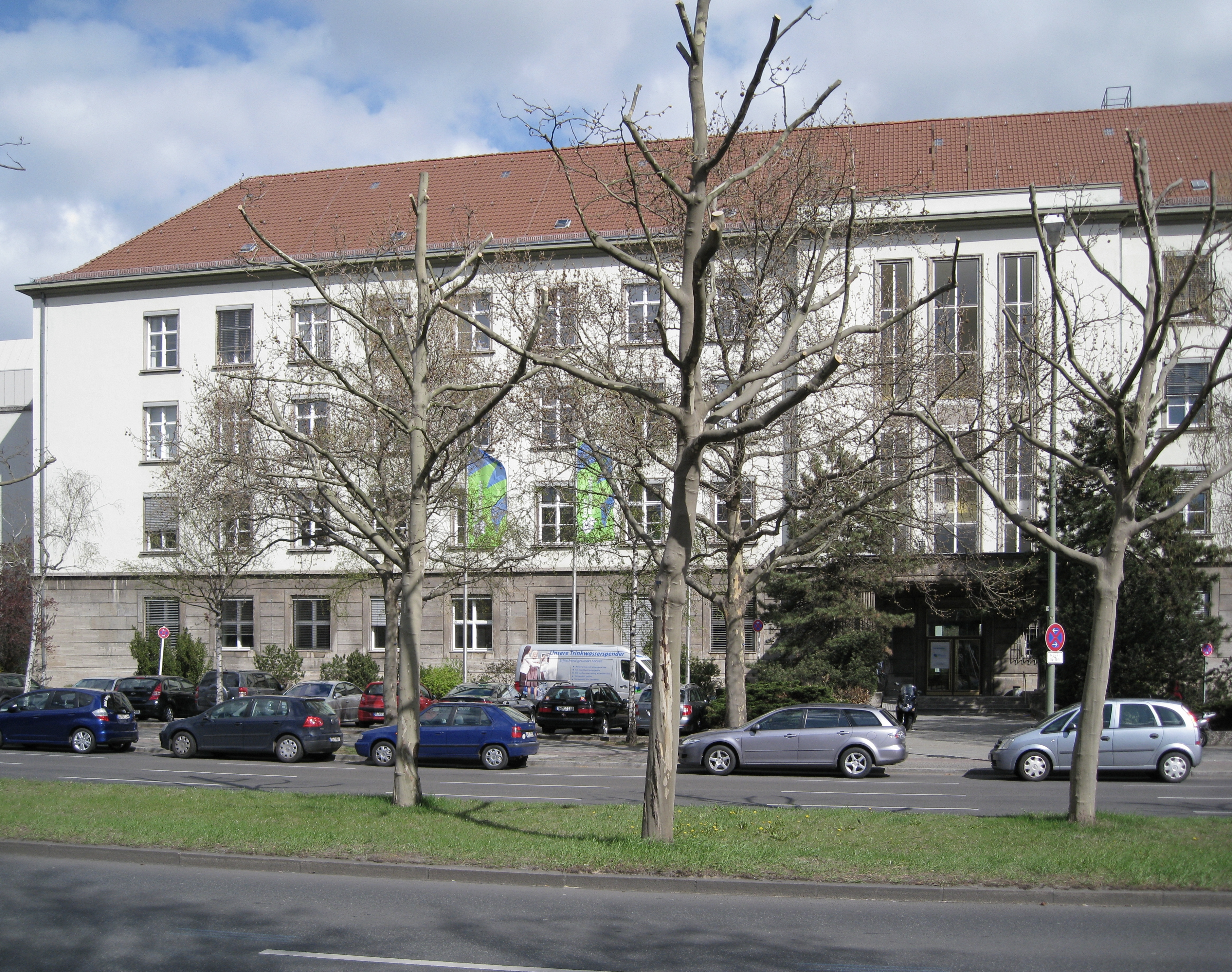
„Aralhaus“, Berlin, Hohenzollerndamm

Im Mai 1933 machte er sich selbstständig und holte sich den Architekten Charles du Vinage als Kompagnon dazu. Bis 1940 planten sie Landhäuser, Eigenheime, Verwaltungsgebäude und Siedlungen. Aus dieser Zeit stammt zum Beispiel das BV-Aral Verwaltungsgebäude, Hohenzollerndamm 44, Berlin (1939 bis 1940), heute ein Kulturdenkmal. Ein ungefähr zeitgleich ausgearbeiteter Entwurf für eine monumentale Kongress- und Ausstellungshalle in Berlin wurde nicht realisiert. Als du Vinage Anfang 1940 ausschied, machte Karweik alleine weiter und konzipierte nun auch Industriebauten. Von 1943 bis 1944 war er Bauleiter im Bezirk Berlin-Schöneberg und Betriebsführer der Berliner Bau AG. Von Juni 1943 bis zum Kriegsende war er zuständig für die Beseitigung von Fliegerangriffsschäden, erst in Berlin, dann in Osnabrück und Münster.
Am 1. September 1945 trat er in die SPD ein. Am 3. Dezember 1945 begann eine Tätigkeit als zweiter stellvertretender Leiter der Magistratsabteilung für Bau- und Wohnungswesen unter Hans Scharoun in Groß-Berlin. Eine Reihe von Wettbewerbsteilnahmen markiert diese Schaffensphase. Am 17. März 1946 wurde Karweik kommissarischer Leiter des Hauptamtes für Aufbaudurchführung in Berlin, danach von 1947 bis 1949 stellvertretender Baustadtrat und Leiter des Hochbauamtes Bochum.

## Schriften
- zusammen mit Charles du Vinage: Erich Mendelsohn. Das Gesamtschaffen des Architekten – 402 Abbildungen: Skizzen, Entwürfe, Bauten. Rudolf Mosse Buchverlag, Berlin 1930.